# Jack Kilmer
Jack Kilmer, pseudonimo di John Wallace Kilmer (Los Angeles, 6 giugno 1995), è un attore e modello statunitense, noto per aver recitato nel film Palo Alto e per aver interpretato Pelle "Dead" Ohlin nel film biografico norvegese Lords of Chaos.

## Biografia

### Inizi
Jack Kilmer, figlio degli attori Joanne Whalley e Val Kilmer, prese il nome da sua madre. Jack è cresciuto a Los Angeles e ha frequentato la scuola elementare presso il The Center for Early Education, dove ha incontrato l'allora aspirante regista Gia Coppola.

### Carriera
I due sono da sempre rimasti in contatto e, dodici anni dopo, Coppola gli ha chiesto di rivedere il suo copione di Palo Alto, un adattamento cinematografico dell'omonimo libro di James Franco, che lei stessa aveva intenzione di dirigere. Coppola gli chiese di avvisarla se i dialoghi erano il riflesso dei "giovani d'oggi". La regista lo incoraggiò anche a prendere parte all'audizione per il ruolo principale, quello di Teddy. Coppola lo ha filmato mentre leggeva le righe e questo è diventato il suo provino; alla fine il ragazzo ha ottenuto il ruolo. Dopo essere stato scelto per il ruolo di Teddy, suo padre Val Kilmer si è unito al cast come padre di un altro personaggio. Prima di girare Palo Alto quando aveva 16 anni, Kilmer non aveva mai recitato, né aveva mai aspirato alla carriera da attore.
Il film è stato distribuito a maggio 2014 con recensioni per lo più positive e la performance di Kilmer è stata descritta come "formidabile", "naturalistica e sincera".
Kilmer si è diplomato nel 2013. Egli pensava che la sua interpretazione in Palo Alto sarebbe stata solamente un progetto lavorativo prima del college, ma dopo la produzione del film ha deciso di iniziare a recitare a tempo pieno. Nell'aprile 2004 ha girato Len and Company con Juno Temple e Rhys Ifans. Nel 2016 ha recitato nella commedia neo-noir The Nice Guys, scritta e diretta da Shane Black, che aveva precedentemente lavorato con il padre di Jack nel 2005 nella commedia Kiss Kiss Bang Bang.

### Vita privata
Jack pratica skateboarding, surf ed è interessato alla musica e alle arti visive. Fa parte di un gruppo, Glimmer, in cui canta e suona la chitarra.

## Filmografia

### Cinema
- Palo Alto, regia di Gia Coppola (2013)
- Effetto Lucifero (The Stanford Prison Experiment), regia di Kyle Patrick Alvarez (2015)
- Len and Company, regia di Tim Godsall (2015)
- The Nice Guys (The Nice Guys), regia di Shane Black (2016)
- Woodshock, regia di Kate e Laura Mulleavy (2017)
- Lords of Chaos, regia di Jonas Åkerlund (2018)
- Josie, regia di Eric England (2018)
- Wobble Palace, regia di Eugene Kotlyarenko (2018)
- Summer '03, regia di Becca Gleason (2018)
- Pretenders, regia di James Franco (2018)
- Hala, regia di Minhal Baig (2019)
- The Giant , regia di David Raboy (2019)
- Body Brokers, regia di John Swab (2021)
- Detective Knight - Fine dei giochi (Detective Knight: Independence), regia di Edward Drake (2023)

### Televisione
- The Spoils Before Dying (The Spoils Before Dying), regia di Matt Piedmont – miniserie TV (2015)
- Val, regia di Leo Scott e Ting Poo – documentario (2021)
- Willow - serie TV, 2 episodi (2022-2023)

### Cortometraggi
- Asphyxia, regia di Will Lowell (2016)
- The Great American Mud Wrestle, regia di Hunter Ray Barker (2018)
- Helter Skelter , regia di Danny e Noah Lee (2018)
- Butcher Boy, regia di Eva Doležalová (2019)
- Carte Blanche, regia di Eva Doležalová (2019)
- The Follower, regia di Stephanie Szerlip (2019)

### Videoclip
- Metallica – ManUNkind (2016)[6]
- Ozzy Osbourne – Under the Graveyard (2019)[7][8]

## Doppiatori italiani
Nelle versioni in italiano dei suoi film, Jack Kilmer è stato doppiato da:
- Mirko Cannella in The Nice Guys, Val
- Andrea Oldani in Josie, Detective Knight - Fine dei giochi

Da doppiatore è stato sostituito da:
- Massimo Lodolo in Willow